# Malaxis wendlandii
Malaxis wendlandii är en orkidéart som först beskrevs av Heinrich Gustav Reichenbach, och fick sitt nu gällande namn av Louis Otho Otto Williams. Malaxis wendlandii ingår i släktet knottblomstersläktet, och familjen orkidéer. Inga underarter finns listade i Catalogue of Life.